# Il coraggio di Anna
Il coraggio di Anna è una miniserie televisiva trasmessa in Italia nel 1992 su Canale 5, con Edwige Fenech, Mathieu Carrière, Gabriele Ferzetti, Andrea Giordana, Athina Cenci e Lucia Bosè, diretta da Giorgio Capitani.

## Trama
Dopo aver divorziato con il marito Richard, Anna continua a lavorare nella Carizzi, azienda di costruzioni gestita dal padre Giovanni e dallo zio Luciano. Nonostante le difficoltà economiche dell'azienda, Giovanni rifiuta di stipulare un contratto con il signor Bassani per la costruzione di dragamine poiché vuole dedicarsi unicamente al diporto. Anna intanto si innamora di Sergio, ricco uomo d'affari, e lo inizia a frequentare. Per risanare l'azienda, Giovanni è costretto a vendere le proprie azioni a Sergio, ma allo stesso tempo, all'insaputa di Anna, lo fa anche Luciano facendo perdere la maggioranza dell'azienda ai Carizzi. Dopo aver scoperto la vendita delle quote della sua azienda, Anna litiga con Sergio e cerca di riscattare le azioni vendute prima del termine entro cui non sarà più possibile. Dopo vari tentativi, Anna ci riesce ottenendo un prestito dal banchiere Hans Hoffmann, ma allo stesso tempo dovendo accettare il contratto per la costruzione di dragamine precedentemente rifiutato, incontrando le ire del padre che era contrario a tale decisione. Il passaggio alla costruzioni di navi militari fa sì che Anna venga minacciata da alcune persone che vogliono impedire che la costruzione delle dragamine e venga intimorita con il tentato rapimento del figlio Bob. A causa di queste intimidazione Anna medita sulla possibilità di abbandonare la costruzione delle navi militari anche se ciò non è possibile per le ingenti penali che dovrebbe pagare. L'improvviso incontro con Paolo, collega del fratello Guido, la porta in breve tempo a sposarsi con lui. Presto due eventi drammatici mettono in difficoltà Anna: i cantieri navali vengono danneggiati da un pacco bomba e il fratello Guido muore durante un'operazione chirurgica per curare un aneurisma. Imputando la morte del fratello a Paolo, che aveva compiuto l'operazione, litiga con lui e medita di divorziare. Per risollevare l'azienda e far cessare le minacce nei suoi confronti, Anna riesce con l'aiuto del giornalista finanziario Peter a cedere il contratto ad altri con condizioni più vantaggiose e a ottenere il rimborso delle penali. Dopo aver risollevato l'azienda di famiglia, Anna torna a frequentare Sergio, ma presto si accorge che non è la persona che fa per lei e lo lascia.

## Curiosità
- Miniserie di 3 puntate, andata in onda dal 27 settembre all'11 ottobre 1992, ha avuto una media ascolti di circa 4 milioni di telespettatori.
- Inizialmente il titolo della miniserie era Alta società, ma poi fu modificato in quanto considerato troppo generico.
- Le musiche sono state composte da Guido Maria Ferilli, gli arrangiamenti e la direzione d'orchestra da Natale Massara, mentre il tema principale è il brano Place In The Sun, interpretato da Dee Dee Bridgewater
- In questa miniserie Edwige Fenech (produttrice della serie) recita con la sua voce.